# Tacna (província)
Tacna é uma província do Peru localizada na região de  Tacna. Sua capital é a cidade de Tacna.

## Distritos da província
1. Alto de La Alianza[2]
2. Calana[3]
3. Ciudad Nueva[4]
4. Coronel Gregorio Albarracín Lanchipa[5]
5. Inclán[6]
6. La Yarada-Los Palos[7]
7. Pachía[8]
8. Palca[9]
9. Pocollay[10]
10. Sama[11]
11. Tacna[12]